# Arabinoziltransferaza
Arabinoziltransferaza je [[transferase]|transferazni] enzim koji deluje na arabinozu. Ovaj enzim je uključen u polimerizaciju arabinogalaktana (bitna komponenta ćelijskog zida mikobakterija). Mikobakterijski, precizniji termin je arabinofuranoziltransferaza, pošto se ostaci arabinoze javljaju samo u obliku furanoze.
Ovaj enzim ima važnu kliničku primenu, jer se veruje da je meta antimikobakterijskog leka etambutol.